# Aleurothrixus aepim
Aleurothrixus aepim là một loài côn trùng cánh nửa trong họ Aleyrodidae, phân họ Aleyrodinae.
Aleurothrixus aepim được Goeldi miêu tả khoa học đầu tiên năm 1886.